# Jan Erik Aalbu
Jan Erik Aalbu (Bærum, 25 dicembre 1963) è un ex calciatore norvegese, di ruolo difensore.

## Biografia
È sposato con Ellen Scheel Aalbu, ex calciatrice norvegese.

## Carriera

### Club
Aalbu giocò con la maglia del Vålerengen dal 1985 al 1986. Nel 1987 passò al Bærum, dove rimase fino al 1990.